# Consell Comarcal del Pallars Sobirà
El Consell Comarcal del Pallars Sobirà és l'òrgan d'autogovern de la comarca del Pallars Sobirà. La seu del consell es troba a la capital comarcal, Sort. El consell està format per 19 consellers des de la seua fundació, els quals trien per majoria simple al president de l'ens. L'actual President des del 19 d'agost de 2019 n'és en Carles Isús i Castellarnau, antic membre de Junts per Catalunya.

## Història
El Consel Comarcal del Pallars Sobirà es va fundar, com tots els de Catalunya, sota l'empar de la llei 6/1987 de creació del consells comarcals, posteriorment modificada el 2003 (decret 4/2003). En el cas concret del Pallars Sobirà, el consell fou creat formalment el 9 de març de 1988, sent el primer president en Joan Civat i Diu, de la coalició Convergència i Unió i que ja havia presidit el consell comarcal de muntanya. El Consell Comarcal del Pallars Sobirà té també un predecessor en el Consell de Muntanya del Pallars Sobirà, el qual estava regulat per la llei d'alta muntanya i establia un consell d'autogovern a les comarques incloses a la llei.

## Presidents
| President                        | Inici del mandat | Fi del mandat | Partit | Partit |
| Ignasi Bruna i Ruf               | 1987             | 1988          |        | PSC    |
| Joan Civat i Diu                 | 1987             | 1991          |        | CiU    |
| Agustí López i Pla               | 1991             | 2001          |        | CiU    |
| Carles Isús i Castellarnau       | 2001             | 2003          |        | CiU    |
| Àngel Guiu i Abella              | 2003             | 2007          |        | CIU    |
| Vicenç Mitjana i Rabasa          | 2007             | 2009          |        | PSC    |
| Xavier Ribera i Jordana          | 2009             | 2011          |        | PSC    |
| Llàtzer Sibís i Goset            | 2011             | 2016          |        | CiU    |
| Carles Isús i Castellarnau       | 2016             | 2019          |        | CiU    |
| Gerard Sabarich i Fernàndez-Coto | 2019             | 2019          |        | JUNTS  |
| Carles Isús i Castellarnau       | 2019             | Actualitat    |        | ERC    |

## Composició

### Actual
| ERC | JxCat                                                                              | PSC                       | GC-AE                       | Gent de Poble        |
| 1. Carles Isus Castellarnau 2. Maleni Barbero Mora 3. Laura Tristan Duplà 4. Jordi Pallé Cases 5. Immaculada Torras Lucas 6. Pere Ticó Domingo 7. Antonio Mallol Lladós 8. Baldomer Farré Serrat 9. Laura Tristan Duplà 10. Manel Pérez Cantalosella 11. Manel Marqués Espot 12. Salvador Tomás Bosch | 1. Joel Orteu Aubach 2. Joan Ordi Gomà 3. Ferran Lloret Riart 4. Gema Tizón Pujalt | 1. Santiago Cartes Bordes | 1. Anna Sentinella Amengual | 1. Yolanda Prat Camp |

### 2019-2023
| ERC | JxCat | Som Poble                                            | No adscrit                                           |
| 1. Josep Vidal Bringué 2. Jordi Pallé Cases 3. Jordi Canut Bartra 4. Miquel Bretxa Vivó 5. Immaculada Torras Lucas 6. Pere Ticó Domingo 7. Joan Farrera Granja 8. Josep Queró Brechal 9. Laura Tristan Duplà | 1. Imma Gallardo Barceló 2. Salvador Tomás Bosch 3. Ferran Lloret Riart 4. Gerard Sabarich Fernández-Coto 5. Joel Orteu Aubach 6. Laura Arraut Diaz | 1. Raimon Monterde Alberich 2. Baldomer Farré Serrat | 1. Carles Isús Castellarnau 2. Llorenç Sánchez Abrié |

### Històrica
| Candidatura | Candidatura   | 1987 | 1991 | 1995 | 1999 | 2003 | 2007 | 2011 | 2015 | 2019 | 2023 |
|             | CiU/JUNTS     | 9    | 10   | 13   | 10   | 11   | 8    | 12   | 10   | 8    | 4    |
|             | PSC           | 7    | 6    | 6    | 8    | 7    | 7    | 5    | 1    | 2    | 1    |
|             | ERC           | 2    |      |      |      | 0    | 2    | 2    | 4    | 9    | 12   |
|             | AP/PPC        |      | 0    | 0    | 1    | 1    | 0    | 0    | 0    |      |      |
|             | CDS           | 1    | 1    |      |      |      |      |      |      |      |      |
|             | ICV-EUIA      |      |      |      |      |      | 1    | 0    |      |      |      |
|             | CUP           |      |      |      |      |      |      |      | 1    |      |      |
|             | Ind           |      | 2    |      |      |      | 1    |      | 3    |      | 1    |
|             | Gent de Poble |      |      |      |      |      |      |      |      |      | 1    |
| Total       | Total         | 19   | 19   | 19   | 19   | 19   | 19   | 19   | 19   | 19   | 19   |
| Font:       |               |      |      |      |      |      |      |      |      |      |      |